# Moniqué (Монік)
Моніка Пундзюте (сценічне ім'я Монік; нар. 20 вересня 1997 року, Ширвінтос, Литва) — литовська співачка, переможець ІІІ сезону «X Factor» (2015—2016).

## Життєпис
Моніка Пундзюте народилася в Ширвінтосі, але у 16 років переїхала до Вільнюса. У 2016 році закінчила Вільнюську консерваторію Юозаса Таллат-Кельпша .
У 2020 році брала участь у національному відборі Литви на Євробачення «Pabandom iš naujo!» (пер."Спробуймо знову"). У фіналі відбору набрала 101 бал від журі та майже 16 тисяч голосів від глядачів, таким чином посівши 2 місце.